# Status-6 Poseidón
El Poseidón (en ruso: Посейдон, nombre de informe de la OTAN Kanyon), anteriormente conocido por el nombre en clave ruso Status-6 (en ruso: Статус-6), es un vehículo submarino multipropósito no tripulado con propulsión nuclear y armas nucleares desarrollado por Rubin, que puede llevar tanto carga útil convencional como nuclear. Según la televisión estatal rusa, puede ser capaz de desplazar una bomba termonuclear de cobalto de hasta 200 megatones[cita requerida] a los puertos navales, flotas o ciudades costeras de un enemigo.
El Poseidón es una de las seis nuevas armas estratégicas rusas reveladas por el presidente ruso Vladímir Putin el 1 de marzo de 2018.

## Historia

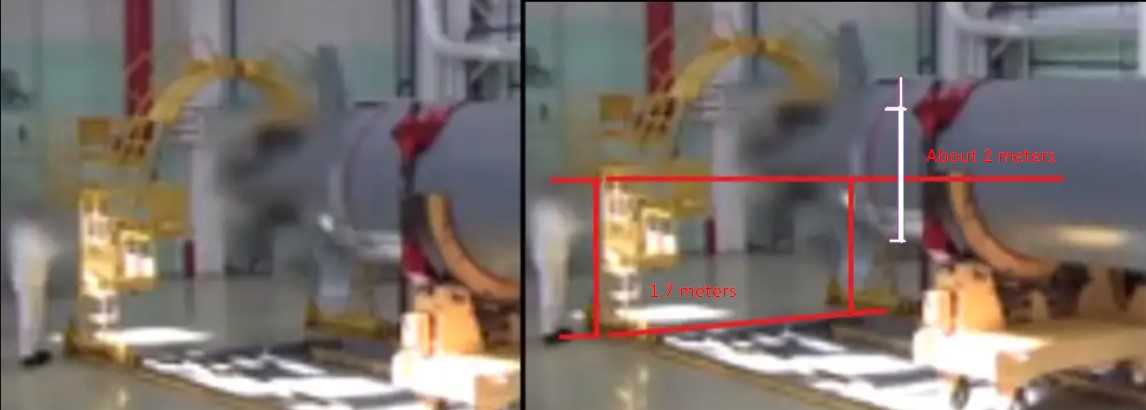
Diámetro estimado del Poseidón, unos 2 metros.

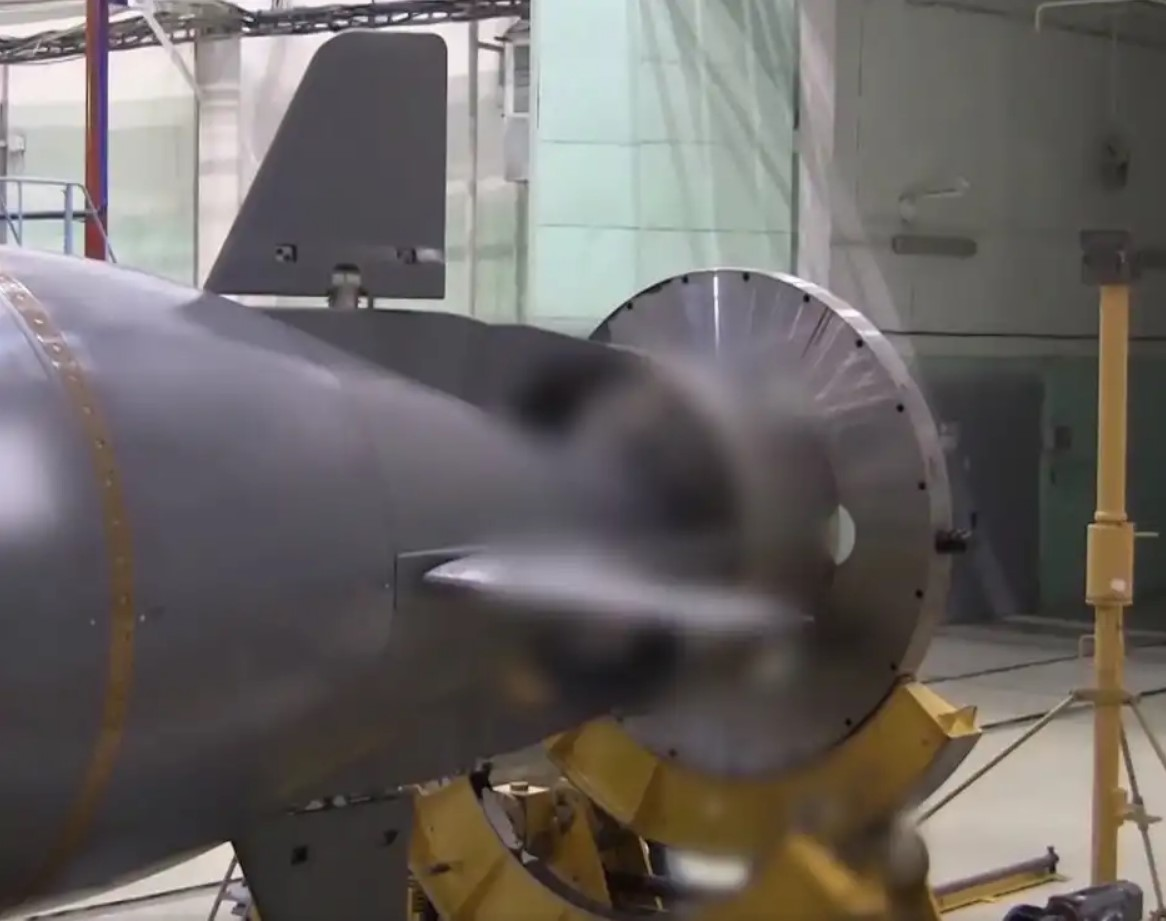
popa del dron

La primera aparición pública de Poseidón se remonta a septiembre de 2015 y cita fuentes del Pentágono.
El 10 de noviembre de 2015, el canal de televisión ruso NTV reveló "accidentalmente" una página de un documento que contenía información sobre un "sistema oceánico multipropósito" secreto llamado "Status-6" . La filtración se produjo durante el discurso del presidente ruso Vladímir Putin en el que denunciaba los planes estadounidenses relativos a la tecnología de misiles defensivos.  Surgieron especulaciones sobre si se trataba de una señal de advertencia o desinformación destinada a engañar a los servicios de inteligencia extranjeros. La CIA ha afirmado que la filtración fue intencionada.
Según el Pentágono, Rusia realizó el primer lanzamiento de prueba del Poseidón el 27 de noviembre de 2016, utilizando el submarino de propósito especial B-90 Sarov . Según los informes, la prueba se llevó a cabo en el océano Ártico.
A principios de 2018, la Revisión de la Postura Nuclear del Pentágono reconoció públicamente el desarrollo del "nuevo torpedo autónomo submarino, intercontinental, con armas nucleares y propulsión nuclear" de Rusia.
En marzo de 2018, el sistema recibió oficialmente el nombre de "Poseidón", tras una votación pública.
En enero de 2019, la Armada rusa anunció planes para adquirir al menos 30 vehículos submarinos no tripulados Poseidon, desplegados en cuatro submarinos, dos de los cuales servirían en la Flota del Norte de Rusia y dos en la Flota del Pacífico.
El 2 de febrero de 2019, el presidente ruso Vladímir Putin anunció la finalización de la etapa de pruebas clave en el sistema Poseidón.
El 20 de febrero de 2019, el Ministerio de Defensa ruso publicó un vídeo que mostraba un lanzamiento de prueba de un Poseidón desde un submarino de propósito especial B-90 Sarov.
El 16 de enero de 2023, se informó que se había fabricado el primer lote de armas.

## Supercavitación

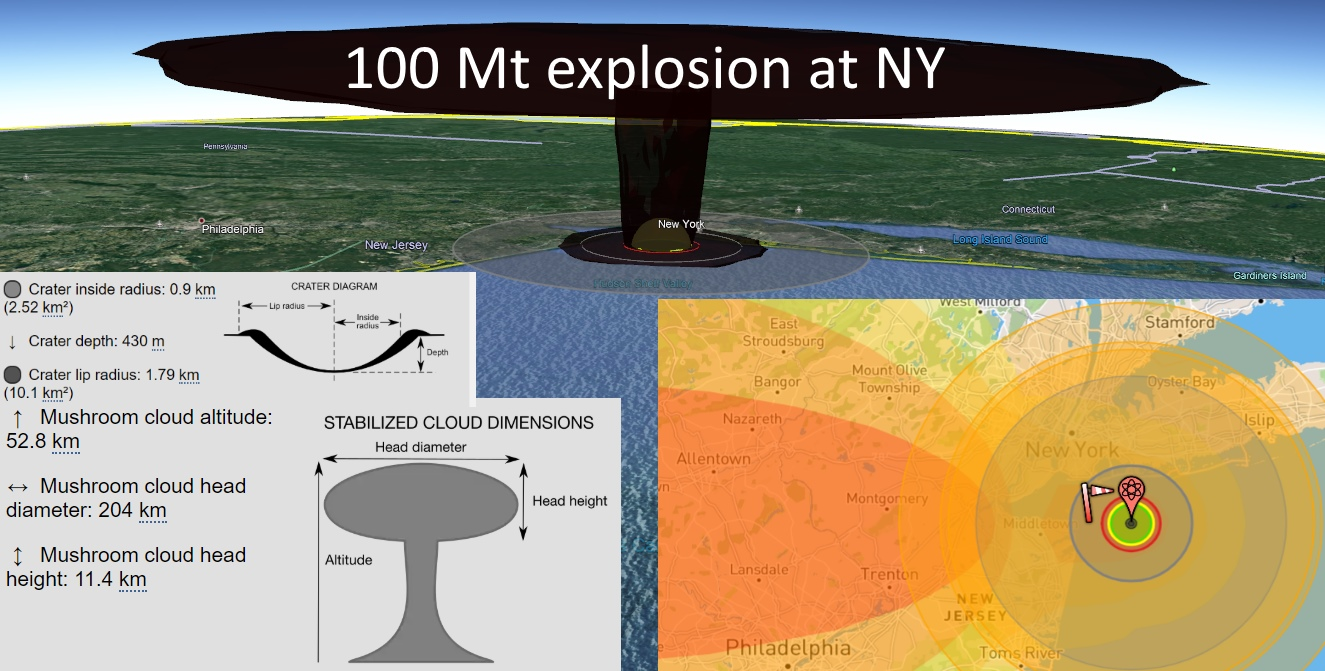
Simulación de los daños que podría recibir la ciudad estadounidense de Nueva York con un Status-6

Dado que Poseidon es una familia de drones en lugar de un solo tipo de dron, algunos de estos drones están diseñados solo para destruir ciudades costeras y, por lo tanto, dependen de las capacidades "ocultas" en lugar de las de alta velocidad, y otros están diseñados principalmente para atacar grupos de batalla de portaaviones. Estos últimos pueden usar la supercavitación, como el torpedo VA-111 Shkval, para poder ganar una velocidad extremadamente alta en el modo de ataque (más de 200 kilómetros/hora). Sin embargo, no se han observado dispositivos de supercavitación en las imágenes disponibles de Poseidón. El Pentágono estima la velocidad máxima del Poseidón aproximadamente 56 kn (104 kilómetros/hora) sin opción de supercavitación.

## Tecnología Stealth
| Velocidad del dron (km / h) | Alcance de detección (km) |
| --------------------------- | ------------------------- |
| 37                          | 1,7                       |
| 55                          | 3                         |
| 74                          | 29                        |
| 93                          | 43                        |

El desarrollo también incluye el uso de tecnología sigilosa para eludir los dispositivos de seguimiento acústico. Poseidón usa una estrategia de carrera silenciosa como otros submarinos. Su principal característica de sigilo es su muy baja velocidad antes de llegar al área objetivo. Su modo de alta velocidad se activa al alcanzar un corto alcance final (2-3 kilómetros), cuando la probabilidad de detección del dron es considerablemente mayor. Podría viajar durante semanas hacia las ciudades portuarias enemigas, alcanzando alta velocidad solo en la etapa final. 
Los diseñadores rusos estimaron que el radio de detección del dron será de aproximadamente 2 a 3 km (1,2 a 1,9 millas) a 55 km / h (34 mph). Una segunda característica sigilosa importante del dron es el diseño especial del Hidrojet  para eliminar la firma acústica del dron para imitar el ruido de los barcos civiles. Un oficial de inteligencia del ejército estadounidense le dijo a CNBC que el Poseidón es difícil de detectar y difícil de apuntar en modo sigiloso.
El Poseidón está diseñado como un contador asimétrico de los sistemas de defensa antimisiles de Estados Unidos, como misiles antibalísticos, cañones de riel o armas láser, que garantizan la capacidad de Rusia para superar dichos sistemas. La ojiva Poseidón puede contaminar un área grande con radiación. Según las simulaciones de NukeMap, el tamaño del área radiactiva será de unos 1700 × 300 kilómetros. Para este propósito, se cree que el Poseidón está equipado con una bomba de cobalto tóxica que contiene cobalto-60. Poseidón parece ser un arma disuasoria de último recurso. Un grupo de batalla de portaaviones tendría reducidas posibilidades de defenderse contra él. El dron no tripulado podría detonar su gran ojiva a distancia, y las unidades de guerra antisubmarina tendrían muy poco tiempo para reaccionar debido a la velocidad a la que viaja.